# 아키야마 지로
아키야마 지로(일본어: 秋山 次郎, 1977년 11월 23일 ~ )는 일본기원 도쿄 본원 소속의 바둑 기사이다.

## 약력
- 1977년 11월 23일 일본 도쿄도 출생
- 1989년 일본 전국 소년 소녀 바둑 선수권 대회 3위 입상(초등학교 6학년)
- 1992년 입단(入段) 및 초단(初段)
- 1993년 3단(三段) 승단
- 1994년 4단(四段) 승단
- 1996년 5단(五段) 승단
- 1997년 6단(六段) 승단
- 1998년 제23기 일본 기성전 6단전 우승, 최고기사 결정전 진출,기도상 수상
- 1999년 7단(七段) 승단
- 2002년 8단(八段) 승단, 제17기 일본 NEC배 준영 토너먼트 대회 2위
- 2003년 제18기 일본 NEC배 준영 토너먼트 대회 우승
- 2012년 10년만에 9단(九段) 승단
- 2013년 제39기 일본 천원전 준우승 (대 이야마 유타 9단 0-3)
- 2024년 제7회 SGW배 중용전 1위(2위, 마쓰모토 다케히사 8단)